# Anaglyptus niponensis
Anaglyptus niponensis är en skalbaggsart som beskrevs av Bates 1884. Anaglyptus niponensis ingår i släktet Anaglyptus och familjen långhorningar. Inga underarter finns listade i Catalogue of Life.